# 哈利勒 (人名)
哈利勒（英語：Khalil或Khaleel），在阿拉伯语中意为“朋友”，是中东、北非、中亚、南亚、印度尼西亚和巴尔干半岛常见的名字，也是一个常见姓氏。

## 其他语言
以下的名字均可译为“哈利勒”：
- 阿拉伯语: Khalil, Khaleel, Khelil, Al-Khalil(阿文： خليل)
- 库尔德语: Xelîl
- 土耳其语: Halil

## 名字
土耳其相关
- 哈利勒·阿肯哲（1945-  ），土耳其外交官
- 哈利勒·阿尔滕托普（1982-  ），土耳其足球运动员
- 哈利勒·阿克卡什（1983-  ），土耳其中距离赛跑运动员
- 哈利勒·贝尔克塔伊（1947-  ），土耳其历史学家
- 哈利勒·埃尔金（1946-   ），土耳其作家
- 哈利勒·居尔（1951-  ），土耳其裔荷兰作家
- 哈利勒·伊纳尔哲克（1916-  ），土耳其历史学家
- 哈利勒帕夏 (消歧义)，可以指多个人
- 哈利勒·泽拉曼（1927–1984），土耳其标枪运动人
- 哈利勒·穆特卢（1973-  ），土耳其举重运动员

其他
- 哈利勒·马蒙（1948-  ），乌尔都语诗人
- 哈利勒·拉赫曼·阿兹米（1927–1978），乌尔都语诗人
- 哈利勒·本·艾哈迈德·法拉希迪：8世纪的穆斯林学者，Kitab al-'Ayn的作者
- 哈利勒 (歌手)
- 纪伯伦·哈利勒·纪伯伦（1883－1931），黎巴嫩诗人
- 哈利勒·易卜拉欣·J·哈姆坎（1989-  ），沙特举重运动员
- 阿卜杜勒·哈利勒，苏丹总理
- 拉比·阿布-哈利勒，黎巴嫩乌德琴演奏家和作曲家

|  | 本页或本分段罗列了有着相同名的人物，如果是一个内链将您引导到本页，您可能愿意通过点击对应的链接到达想要的条目。 |

## 姓氏
土耳其相关
- 优素福·哈利勒（1991-），土耳其冰球运动员

其他
- 鲍勃·哈利勒，美国嘻哈艺术家，其艺名Bronx Style Bob更为知名
- 易卜拉欣·哈利勒（1982-  ），印度板球运动员
- 克里斯特尔·哈利勒，巴基斯坦与非洲混血的美国女演员
- 艾哈迈德·哈利勒，阿联酋足球运动员
- 费萨尔·哈利勒，阿联酋足球运动员

|  | 本页或本分段罗列了姓氏为「Khalil」的人物。 如果是一个指代特定个人的内链将您引导到本页，請考慮修正該人物的名字以將链接指向正確的條目。 |